# Keven Schlotterbeck
Keven Schlotterbeck (Weinstadt, 28 april 1997) is een Duits voetballer die doorgaans speelt als centrale verdediger. Hij verruilde SC Freiburg in juli 2024 voor FC Augsburg. Hij is de broer van Borussia Dortmund-verdediger Nico Schlotterbeck. 

## Clubcarrière

### Jeugd
Schlotterbeck speelde in de jeugd bij de Stuttgarter Kickers en diverse lokale teams, voor hij in 2017 in de jeugd van SC Freiburg terechtkwam, net als zijn broer Nico. In zijn eerste seizoen speelde hij enkel voor SC Freiburg II, dat uitkwam in de Regionalliga Südwest. Hij speelde 35 wedstrijden en kwam tot drie goals. Op 3 februari 2019 maakte hij zijn debuut voor het eerste elftal in een Bundesliga-wedstrijd tegen VfB Stuttgart. Vanaf maart was hij basisspeler bij Freiburg en speelde hij acht van de laatste negen competitiewedstrijden. 

### Union Berlin
In de zomer van 2020 werd hij voor een seizoen verhuurd aan 1. FC Union Berlin. Hij maakte op 11 augustus in de DFB-Pokal tegen Germania Halberstadt met een doelpunt zijn debuut in een 6-0 overwinning. Een week later maakte hij tegen RB Leipzig ook zijn clubdebuut in de competitie, maar weer een week later pakte hij rood tegen FC Augsburg. In totaal speelde Schlotterbeck 27 wedstrijden voor Union Berlin, alvorens hij terugkeerde naar Freiburg.

### SC Freiburg
Vanaf eind oktober 2020 was Schlotterbeck basisspeler als linkercentrale verdediger in een driemansachterhoede. Het seizoen erna keerde zijn broer Nico terug van eenzelfde huurperiode bij Union Berlin en verdrong hij zijn broer uit de basis. Daardoor was Keven in het seizoen 2021/22 voornamelijk bankzitter, die af en toe inviel. Toen daar in de eerste seizoenshelft van 2022/23 geen verandering in kwam, liet hij zich in de winterstop verhuren.

### VfL Bochum
VfL Bochum huurde Schlotterbeck in eerste instantie tot de zomer van Freiburg en liet hem op 21 januari 2023 tegen Hertha BSC debuteren. Tijdens zijn debuut was de verdediger in een 3-1 overwinning direct goed voor zijn eerste doelpunt. De daarop volgende zomer werd hij opnieuw voor een jaar verhuurd aan Bochum, dat dat seizoen als zestiende eindigde. Dat betekende play-offs om promotie/degradatie tegen Fortuna Düsseldorf. Na een 3-0 overwinning voor beide ploegen, eindigde het in strafschoppen, waarin Schlotterbeck de zesde penalty benutte en daarna Fortuna Düsseldorf zag missen. In anderhalf jaar speelde Schlotterbeck 42 wedstrijden voor Bochum, waarin hij goed was voor zeven goals.

### FC Augsburg
In de zomer van 2024 werd Schlotterbeck definitief van de hand gedaan door SC Freiburg, dat 2,5 miljoen euro van hem ontving van FC Augsburg. Daar maakte hij op 18 augustus tegen Viktoria Berlin zijn debuut. Zijn eerste doelpunt voor de club maakte hij op 20 september tegen 1. FSV Mainz 05.

## Clubstatistieken
| Seizoen        | Club                 | Competitie     | Competitie | Competitie | Beker | Beker | Overig | Overig | Totaal | Totaal |
| Seizoen        | Club                 | Competitie     | Wed.       | Dlp.       | Wed.  | Dlp.  | Wed.   | Dlp.   | Wed.   | Dlp.   |
| -------------- | -------------------- | -------------- | ---------- | ---------- | ----- | ----- | ------ | ------ | ------ | ------ |
| 2018/19        | SC Freiburg          | Bundesliga     | 9          | 0          | 0     | 0     | —      | —      | 9      | 0      |
| 2019/20        | → 1. FC Union Berlin | Bundesliga     | 23         | 0          | 4     | 1     | —      | —      | 27     | 1      |
| 2020/21        | SC Freiburg          | Bundesliga     | 24         | 0          | 1     | 0     | —      | —      | 25     | 0      |
| 2021/22        | SC Freiburg          | Bundesliga     | 12         | 0          | 2     | 1     | —      | —      | 14     | 1      |
| 2022/23        | SC Freiburg          | Bundesliga     | 2          | 0          | 1     | 0     | 2      | 0      | 5      | 0      |
| 2022/23        | → VfL Bochum         | Bundesliga     | 13         | 2          | 0     | 0     | —      | —      | 13     | 2      |
| 2023/24        | → VfL Bochum         | Bundesliga     | 27         | 5          | 0     | 0     | 2      | 0      | 29     | 5      |
| 2024/25        | FC Augsburg          | Bundesliga     | 18         | 3          | 4     | 0     | —      | —      | 22     | 3      |
| Carrièretotaal | Carrièretotaal       | Carrièretotaal | 128        | 10         | 12    | 2     | 4      | 0      | 144    | 12     |

Bijgewerkt tot en met seizoen 2024/25.

## Interlandcarrière
Schlotterbeck maakte deel uit van het Duitse onder 23-elftal dat deelnam aan de Olympische Spelen van 2020, die een jaar later in 2021 gespeeld werd. 